# マカニビスティー
マカニビスティーは、日本産の競走馬。馬名の由来はハワイ語で風を意味する「マカニ」+冠名。

## 経歴

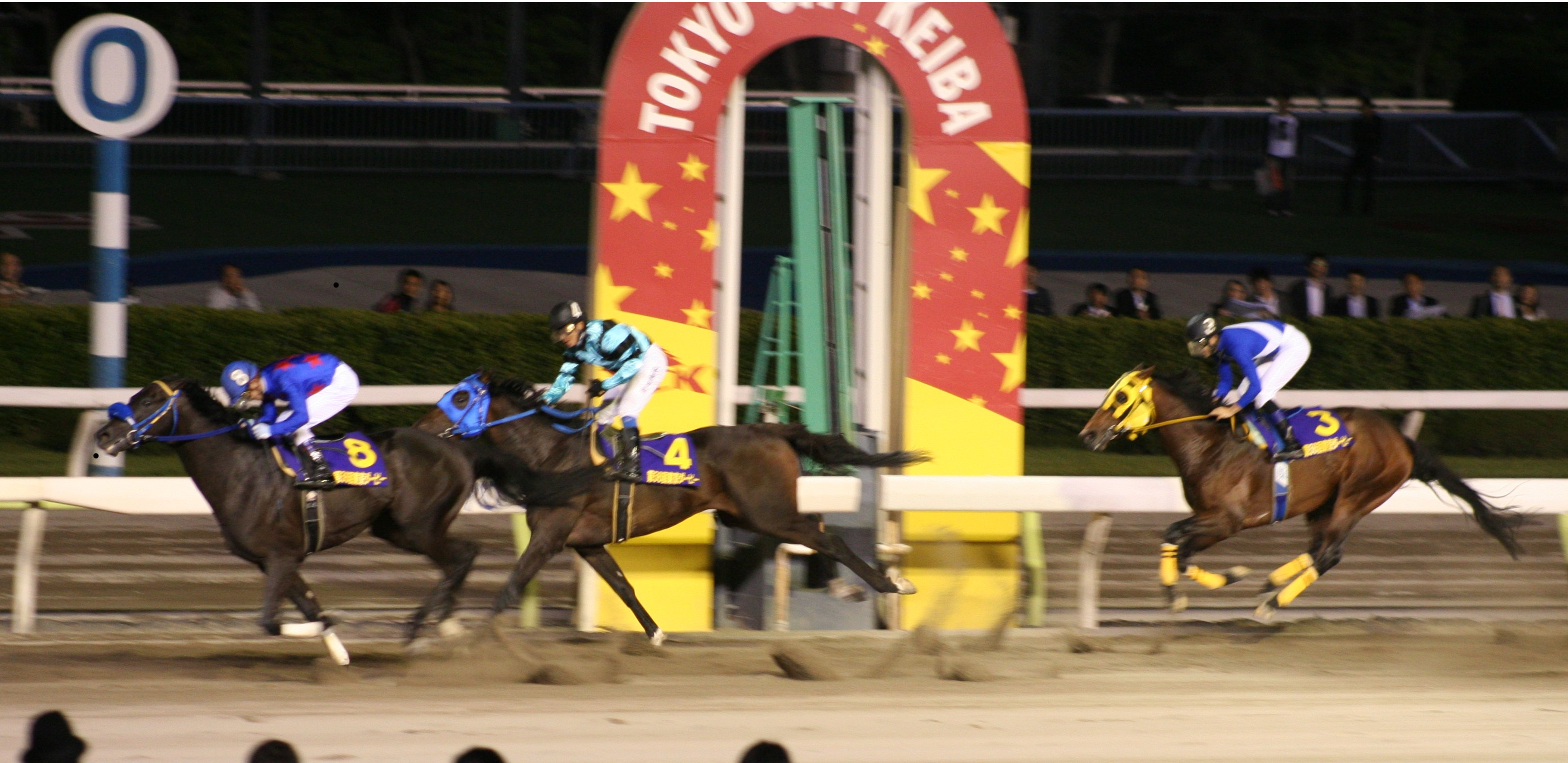
東京ダービー（2010年6月2日）

デビュー戦は芝で9着に終わったが、ダートに替わって強い勝ち方で2連勝した。2010年2月14日のヒヤシンスステークスではスタートで出遅れ、4コーナーで大外にふくれるロスもあり、5着に敗れる。その後芝のアーリントンカップでは10着と大敗した。2010年3月3日付けで中央の登録を抹消。大井の松浦備厩舎に転厩した。（大井への転厩および中央への再転厩にまつわる出来事は後述）
転厩初戦を8馬身差で圧勝し、単勝1.3倍の圧倒的1番人気で羽田盃に臨む。レースでは向こう正面から3コーナーにかけて後方から差を詰め、直線に入った時点で先頭に立つ。しかし、残り100メートルで外から伸びてきたシーズザゴールドにかわされ、差し返そうとするもハナ差で競り負ける。騎乗した戸崎圭太は仕掛けが早かったことを敗因に挙げている。続く東京ダービーでは前走の負けて強しの内容から再び1番人気。レースでは中団後方から直線で一気に他馬を差し切り、1馬身1/4差で優勝した。6月18日付けで地方の登録を抹消、7月1日付けで中央に再登録し、矢作厩舎に復帰した。中央再登録緒戦で古馬との初対決となった7月11日のプロキオンステークスでは、久々の1400メートルと日本レコードとなった早い流れに対応できず、最後尾から終始追いどおしの競馬で11着と惨敗した。その後はレパードステークスに向けて調整されていたが、夏負けで放牧に出された。放牧を終えて、12月5日のジャパンカップダートも追走に手一杯で、終始後方のまま15着と大敗した。その後12月23日の名古屋グランプリでは後方で脚を溜め、直線で外から猛追したが2着に敗れた。
2011年2月11日の佐賀記念では5番手追走から2周目の向正面に入る際に仕掛けて行ったが直線で伸びきれず5着、その後芝の阪神大賞典では7着に敗れた。天皇賞（春）では17番人気だったが中団から追い込んで4着。これをきっかけに芝長距離路線も歩むこととなる。目黒記念では好位から脚を伸ばしたが5着となった。みなみ北海道ステークスでは中団追走も直線で伸びを欠き7着、札幌記念では中団追走も直線で失速し11着に敗れた。その後11月12日のアンドロメダステークスではユニバーサルバンクの8着。12月4日のジャパンカップダートでは11着と惨敗した。
2012年1月5日の万葉ステークスでは外から脚を伸ばして2着、日経新春杯では後方から追い込んで3着となった。続く仁川ステークスでは中団後方から追い込んだが4着。3月9日、ドバイゴールドカップに選出。
ドバイゴールドカップではスタート直後にハナを奪うも1周目の直線でフォックスハントが落馬、故障中止。これにより、決勝線での進路確保が困難なため、向正面で主催者よりレース中断の指示が下り、各馬競走を止めた。ドバイワールドカップ後にレースを再開し1回目と同じくハナを奪い淡々とした流れを作るも3コーナー付近でついて行けず、そのままジワジワと後退し脱落、10着と惨敗した。
その後も勝ち星に恵まれなかったが、2013年6月23日函館競馬第11競走・大沼ステークスで、東京ダービー以来約3年ぶりに勝利をあげた。続くマリーンステークス6着を最後に、9月6日付けでJRAの競走馬登録を抹消された。

### 南関東への転厩について
これは中央競馬における3歳上半期のダート路線が未整備（重賞が6月のユニコーンステークスしかないなど）であることが原因であり、賞金が中央競馬の重賞に匹敵する南関東三冠（羽田盃、東京ダービー、ジャパンダートダービー）のある南関東公営競馬に活躍の場を求めたための措置であるとされ、調教師の矢作も厩舎のブログでこれを認めている。また、今回の件は一時的な転厩であり、東京ダービー後に再び自厩舎に戻る予定であることを示唆する内容になっている。日刊スポーツは、松浦に東京ダービーのタイトルを獲らせるのが主目的であったと報じている。ユキチャンなどのように古馬になってから出走機会を求めて中央から南関東へ移籍するケース、未勝利馬や条件級の馬が実質的な外厩として中央復帰を前提とした地方への移籍を行う例はあるものの、本馬のように3歳春シーズンに出走機会を求めての移籍は過去にほとんど例がない。
その後予定どおり東京ダービー後に再転厩する青写真だったが、大井競馬場におけるダートグレード競走の要綱に「地方競馬からJRAに転厩した馬は、中央で1戦以上出走しないと交流競走に出走できない」という項目に抵触することが判明。このままでは大井で開催されるジャパンダートダービーには出走できないことが明らかになる。陣営はTCKに対しクレームとも言えるルールの変更の要望を出したが、ルールは変更されなかった。そのため陣営はジャパンダートダービーと同時期に開催される中央のダートGIII競走プロキオンステークスに目標を切り替えを余儀なくされた。

## 競走成績
| 年月日     | 競馬場   | 競走名           | 格     | 頭数 | オッズ （人気） | オッズ （人気） | 着順 | 騎手       | 斤量 | 距離（馬場）  | タイム （上り3F） | タイム 差 | 勝ち馬/（2着馬）       |
| 2009.12.12 | 阪神     | 2歳新馬          |        | 14   | 62.6            | （9人）         | 9着  | 安部幸夫   | 55   | 芝1600m（良） | 1:38.8 (35.0)     | 1.4       | ナリタブルースター     |
| 0000.12.19 | 阪神     | 未勝利           |        | 13   | 41.8            | （7人）         | 1着  | 川島信二   | 55   | ダ1200m（良） | 1:13.6 (37.0)     | -0.9      | （サダムトウコン）     |
| 2010.01.05 | 京都     | 3歳500万下       |        | 16   | 6.1             | （3人）         | 1着  | 川島信二   | 56   | ダ1400m（良） | 1:25.5 (35.9)     | -0.7      | （ラガーリンリン）     |
| 0000.02.14 | 東京     | ヒヤシンスS      |        | 12   | 6.4             | （4人）         | 5着  | 川島信二   | 56   | ダ1600m（重） | 1:37.7 (35.4)     | 0.3       | バーディバーディ       |
| 0000.02.27 | 阪神     | アーリントンC    | GIII   | 16   | 53.5            | （10人）        | 10着 | 小牧太     | 56   | 芝1600m（良） | 1:36.2 (34.6)     | 1.4       | コスモセンサー         |
| 0000.04.05 | 大井     | チューリップ特別 |        | 13   | 1.3             | （1人）         | 1着  | 戸崎圭太   | 56   | ダ1600m（不） | 1:41.7 (40.3)     | -1.6      | （タイセイアドミラル） |
| 0000.04.21 | 大井     | 羽田盃           | SI     | 16   | 1.3             | （1人）         | 2着  | 戸崎圭太   | 56   | ダ1800m（重） | 1:53.7 (38.5)     | 0.0       | シーズザゴールド       |
| 0000.06.02 | 大井     | 東京ダービー     | SI     | 16   | 1.8             | （1人）         | 1着  | 戸崎圭太   | 56   | ダ2000m（良） | 2:06.7 (37.7)     | -0.2      | （ガナール）           |
| 0000.07.11 | 阪神     | プロキオンS      | GIII   | 16   | 30.4            | （7人）         | 11着 | 川田将雅   | 53   | ダ1400m（稍） | 1:23.6 (36.1)     | 1.8       | ケイアイガーベラ       |
| 0000.12.05 | 阪神     | JCダート         | GI     | 16   | 81.9            | （14人）        | 15着 | M.デムーロ | 56   | ダ1800m（稍） | 1:52.4 (39.2)     | 3.5       | トランセンド           |
| 0000.12.23 | 名古屋   | 名古屋GP         | JpnII  | 11   | 4.5             | （3人）         | 2着  | M.デムーロ | 54   | ダ2500m（重） | 2:46.6 (35.8)     | 0.0       | ワンダースピード       |
| 2011.02.11 | 佐賀     | 佐賀記念         | JpnIII | 12   | 3.3             | （3人）         | 5着  | M.デムーロ | 55   | ダ2000m（稍） | 2:07.1 (37.7)     | 1.1       | メテオロロジスト       |
| 0000.03.20 | 阪神     | 阪神大賞典       | GII    | 13   | 167.4           | （12人）        | 7着  | 北村宏司   | 56   | 芝3000m（良） | 3:05.3 (35.6)     | 0.9       | ナムラクレセント       |
| 0000.05.01 | 京都     | 天皇賞（春）     | GI     | 18   | 234.3           | （17人）        | 4着  | 小牧太     | 58   | 芝3200m（稍） | 3:21.1 (35.4)     | 0.5       | ヒルノダムール         |
| 0000.05.28 | 東京     | 目黒記念         | GII    | 17   | 8.3             | （5人）         | 5着  | 北村宏司   | 56   | 芝2500m（稍） | 2:32.6 (36.1)     | 0.1       | キングトップガン       |
| 0000.08.06 | 函館     | みなみ北海道S    | OP     | 12   | 3.3             | （1人）         | 7着  | 池添謙一   | 56   | 芝2600m（良） | 2:43.2 (38.4)     | 1.5       | ネコパンチ             |
| 0000.08.21 | 札幌     | 札幌記念         | GII    | 13   | 76.8            | （11人）        | 11着 | 池添謙一   | 57   | 芝2000m（良） | 2:02.0 (35.7)     | 1.6       | トーセンジョーダン     |
| 0000.11.12 | 京都     | アンドロメダS    | OP     | 12   | 42.3            | （10人）        | 8着  | 藤岡佑介   | 56   | 芝2000m（良） | 2:00.9 (34.2)     | 0.5       | ユニバーサルバンク     |
| 0000.12.04 | 阪神     | JCダート         | GI     | 16   | 274.6           | （15人）        | 11着 | 藤岡佑介   | 57   | ダ1800m（良） | 1:51.3 (37.1)     | 0.7       | トランセンド           |
| 2012.01.05 | 京都     | 万葉S            | OP     | 12   | 9.6             | （7人）         | 2着  | 小牧太     | 56   | 芝3000m（良） | 3:07.6 (35.9)     | 0.7       | ゴールデンハインド     |
| 0000.01.15 | 京都     | 日経新春杯       | GII    | 12   | 48.1            | （8人）         | 3着  | 小牧太     | 56   | 芝2400m（良） | 2:24.0 (34.3)     | 0.3       | トゥザグローリー       |
| 0000.03.04 | 阪神     | 仁川S            | OP     | 16   | 9.8             | （5人）         | 4着  | 池添謙一   | 56   | ダ2000m（稍） | 2:03.4 (35.2)     | 1.1       | ゴルトブリッツ         |
| 0000.03.31 | メイダン | ドバイゴールドC  | G3     | 12   |                 |                 | 10着 | 小牧太     | 57   | 芝3200m（良） |                   |           | Opinion Poll           |
| 0000.09.02 | 札幌     | 丹頂S            | OP     | 14   | 20.7            | （9人）         | 9着  | 小林慎一郎 | 56   | 芝2600m（良） | 2:41.7 (36.7)     | 1.1       | メーヴェ               |
| 0000.10.08 | 京都     | 京都大賞典       | GII    | 13   | 23.0            | （6人）         | 8着  | 藤岡佑介   | 56   | 芝2400m（良） | 2:24.9 (35.2)     | 1.5       | メイショウカンパク     |
| 0000.12.16 | 阪神     | ベテルギウスS    | OP     | 13   | 17.4            | （7人）         | 3着  | 川島信二   | 56   | ダ2000m（稍） | 2:03.4 (36.2)     | 0.3       | ハートビートソング     |
| 2013.01.06 | 京都     | 万葉S            | OP     | 15   | 7.6             | （4人）         | 14着 | 川島信二   | 56   | 芝3000m（良） | 3:09.1 (36.3)     | 1.1       | デスペラード           |
| 0000.01.20 | 中山     | AJCC             | GII    | 12   | 129.2           | （12人）        | 5着  | 吉田隼人   | 56   | 芝2200m（良） | 2:13.9 (36.1)     | 0.8       | ダノンバラード         |
| 0000.02.16 | 東京     | ダイヤモンドS    | GIII   | 16   | 23.0            | （8人）         | 12着 | 石橋脩     | 56   | 芝3400m（良） | 3:33.9 (36.8)     | 2.0       | アドマイヤラクティ     |
| 0000.03.17 | 阪神     | 阪神大賞典       | GII    | 9    | 58.3            | （6人）         | 8着  | 小牧太     | 56   | 芝3000m（良） | 3:07.5 (39.9)     | 2.5       | ゴールドシップ         |
| 0000.04.20 | 東京     | メトロポリタンS  | OP     | 12   | 42.4            | （9人）         | 9着  | 石橋脩     | 55   | 芝2400m（良） | 2:25.7 (34.7)     | 1.4       | カフナ                 |
| 0000.06.23 | 函館     | 大沼S            | OP     | 13   | 43.9            | （8人）         | 1着  | 川島信二   | 55   | ダ1700m（良） | 1:44.3 (36.4)     | -0.1      | （エアハリファ）       |
| 0000.07.07 | 函館     | マリーンS        | OP     | 12   | 5.6             | （3人）         | 6着  | 吉田隼人   | 57   | ダ1700m（良） | 1:44.7 (37.1)     | 1.3       | ブライトライン         |

## 血統表
| マカニビスティーの血統サンデーサイレンス系（ヘイルトゥリーズン系） / Hail to Reason4×4×5=15.63% Graustark、His Majesty4×5=9.38% | マカニビスティーの血統サンデーサイレンス系（ヘイルトゥリーズン系） / Hail to Reason4×4×5=15.63% Graustark、His Majesty4×5=9.38% | マカニビスティーの血統サンデーサイレンス系（ヘイルトゥリーズン系） / Hail to Reason4×4×5=15.63% Graustark、His Majesty4×5=9.38% | （血統表の出典）     | （血統表の出典） |
| 父 ゼンノロブロイ 2000 黒鹿毛                                                                                                   | 父の父*サンデーサイレンス Sunday Silence 1986 青鹿毛                                                                            | Halo | Hail to Reason       | Hail to Reason   |
| 父 ゼンノロブロイ 2000 黒鹿毛                                                                                                   | 父の父*サンデーサイレンス Sunday Silence 1986 青鹿毛                                                                            | Halo | Cosmah               |                  |
| 父 ゼンノロブロイ 2000 黒鹿毛                                                                                                   | 父の父*サンデーサイレンス Sunday Silence 1986 青鹿毛                                                                            | Wishing Well | Understanding        | Understanding    |
| 父 ゼンノロブロイ 2000 黒鹿毛                                                                                                   | 父の父*サンデーサイレンス Sunday Silence 1986 青鹿毛                                                                            | Wishing Well | Mountain Flower      |                  |
| 父 ゼンノロブロイ 2000 黒鹿毛                                                                                                   | 父の母*ローミンレイチェル Roamin Rachel 1990 鹿毛                                                                               | *マイニング Mining | Mr.Prospector        | Mr.Prospector    |
| 父 ゼンノロブロイ 2000 黒鹿毛                                                                                                   | 父の母*ローミンレイチェル Roamin Rachel 1990 鹿毛                                                                               | *マイニング Mining | I Pass               |                  |
| 父 ゼンノロブロイ 2000 黒鹿毛                                                                                                   | 父の母*ローミンレイチェル Roamin Rachel 1990 鹿毛                                                                               | One Smart Lady | Clever Trick         | Clever Trick     |
| 父 ゼンノロブロイ 2000 黒鹿毛                                                                                                   | 父の母*ローミンレイチェル Roamin Rachel 1990 鹿毛                                                                               | One Smart Lady | Pia's Lady           |                  |
| 母 サクセスウィッチ 2000 黒鹿毛                                                                                                 | 母の父*ブライアンズタイム Brian's Time 1985 黒鹿毛                                                                              | Roberto | Hail to Reason       | Hail to Reason   |
| 母 サクセスウィッチ 2000 黒鹿毛                                                                                                 | 母の父*ブライアンズタイム Brian's Time 1985 黒鹿毛                                                                              | Roberto | Bramalea             |                  |
| 母 サクセスウィッチ 2000 黒鹿毛                                                                                                 | 母の父*ブライアンズタイム Brian's Time 1985 黒鹿毛                                                                              | Kelley's Day | Graustark            | Graustark        |
| 母 サクセスウィッチ 2000 黒鹿毛                                                                                                 | 母の父*ブライアンズタイム Brian's Time 1985 黒鹿毛                                                                              | Kelley's Day | Golden Trial         |                  |
| 母 サクセスウィッチ 2000 黒鹿毛                                                                                                 | 母の母*アワーミスレッグス Our Miss Legs 1993 黒鹿毛                                                                             | Deputy Minister | Vice Regent          | Vice Regent      |
| 母 サクセスウィッチ 2000 黒鹿毛                                                                                                 | 母の母*アワーミスレッグス Our Miss Legs 1993 黒鹿毛                                                                             | Deputy Minister | Mint Copy            |                  |
| 母 サクセスウィッチ 2000 黒鹿毛                                                                                                 | 母の母*アワーミスレッグス Our Miss Legs 1993 黒鹿毛                                                                             | Colonial Waters | Pleasant Colony      | Pleasant Colony  |
| 母 サクセスウィッチ 2000 黒鹿毛                                                                                                 | 母の母*アワーミスレッグス Our Miss Legs 1993 黒鹿毛                                                                             | Colonial Waters | Water Cress F-No.4-r |                  |

- 母の半姉にあたるサクセスビューティはフィリーズレビュー勝ち馬。ダートG1を3勝のサクセスブロッケンの母。
- 3代母コロニアルウォーターズはジョンAモリスハンデキャップ勝ち馬。アメリカのG1で2着が7回。